# Paweł Samecki

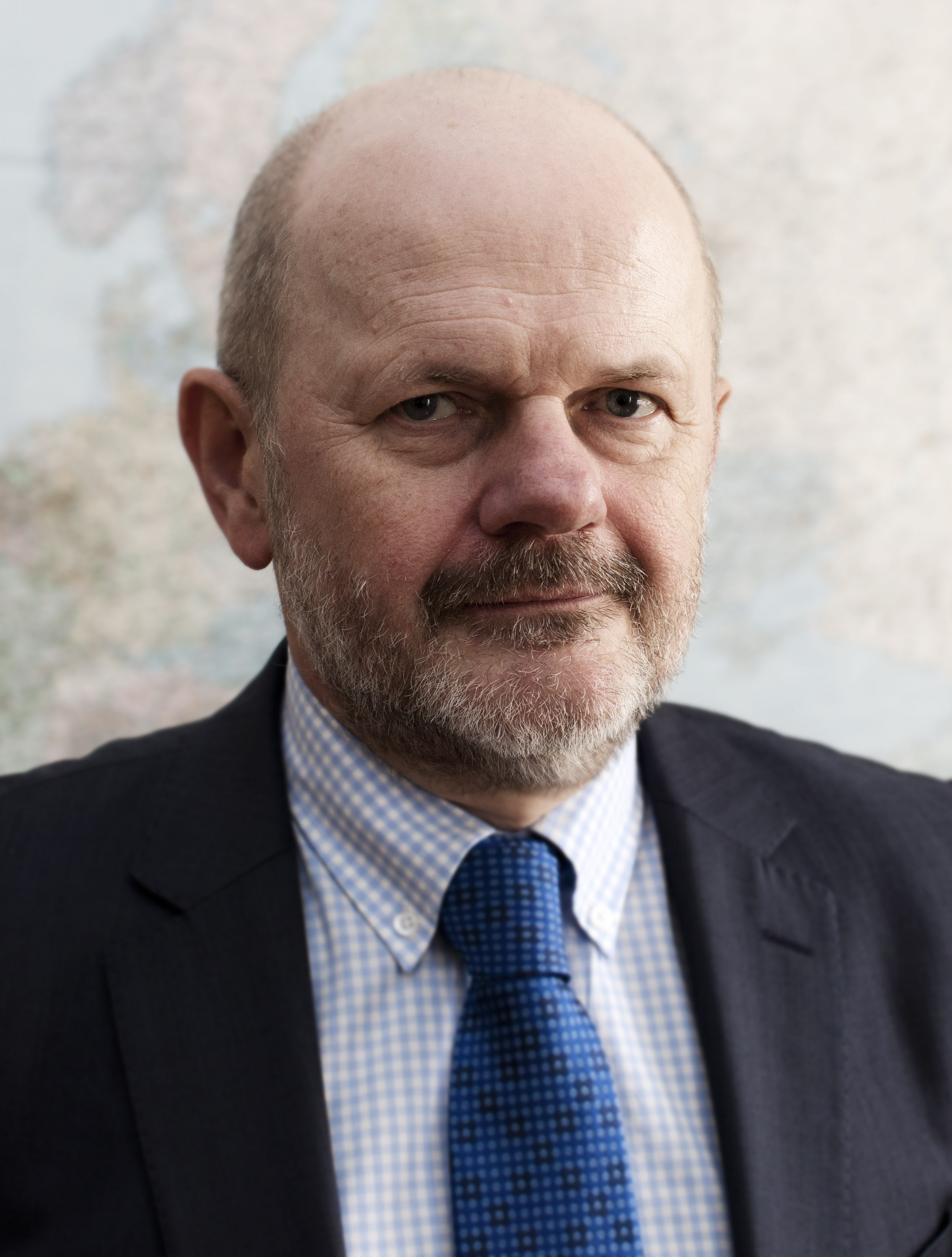
Paweł Samecki in 2014

Paweł Samecki (Łódź, 12 maart 1958) is een Pools politicus. Hij is sinds 4 juli 2009 Europees commissaris voor Regionaal beleid waarmee hij Danuta Hübner kortstondig opvolgt tot het aantreden van de commissie-Barroso II.
In 1981 behaalde Samecki zijn titel in de economie aan de Universiteit van Łódź, waar hij ook promoveerde in de economie (1988).  Tot 1991 was hij assistent-professor.
Van 1997 tot 2002 was hij staatssecretaris in Poolse regeringen. Nadien volgde nog onderzoeksopdrachten en een directie- en beheersfunctie in de Poolse Nationale Bank.
Paweł Samecki is gehuwd en vader van twee kinderen.
Joaquín Almunia · Catherine Ashton · José Manuel Barroso · Jacques Barrot · Joe Borg · Karel De Gucht · Stavros Dimas · Benita Ferrero-Waldner · Ján Figeľ · Franco Frattini · Mariann Fischer Boel · Dalia Grybauskaitė · Danuta Hübner · Siim Kallas · Meglena Koeneva · László Kovács · Neelie Kroes · Markos Kyprianou · Peter Mandelson · Charlie McCreevy · Louis Michel · Leonard Orban · Andris Piebalgs · Janez Potočnik · Viviane Reding · Olli Rehn · Paweł Samecki · 
Algirdas Šemeta · Vladimír Špidla · Antonio Tajani · Androulla Vassiliou · Günter Verheugen · Margot Wallström
- Gemeinsame Normdatei: 170532038
- International Standard Name Identifier: 0000 0001 1642 5829
- Library of Congress Control Number: no00039052
- Nationale Bibliotheek van Letland: 000251983
- Nationale Bibliotheek van Polen: a0000002005943
- Parlement.com: vi6ddxlp3ozx
- Système universitaire de documentation: 224927108
- Virtual International Authority File: 52109923
- WorldCat: E39PBJtH6bYQRYPVb63yw6v4MP